# A. Edward Sutherland
A. Edward „Eddie“ Sutherland (* 5. Januar 1895 in London; † 31. Dezember 1973 in Palm Springs, Kalifornien) war ein britischer Filmregisseur, Filmproduzent und Stummfilmschauspieler.

## Leben
A. Edward Sutherland wurde in London als Sohn US-amerikanischer Eltern geboren. Sein Vater Al Sutherland war Theatermanager und seine Mutter Julie Ring eine Vaudeville-Schauspielerin, dadurch wurde er bereits als Kind an das Showgeschäft herangeführt. Seine Tante war der Theaterstar Blanche Ring, eine andere Tante war mit dem berühmten Stummfilmschauspieler Thomas Meighan verheiratet. 1914 kam Sutherland als Schauspieler zum Film, zunächst für den Komödienproduzenten Mack Sennett. Zur Regie kam Sutherland als Regieassistent von Charlie Chaplin. Er assistierte ihm bei den Filmen The Kid, Die Nächte einer schönen Frau und Goldrausch. Bei Goldrausch kontrollierte er Chaplin, während dieser selbst vor der Kamera stand. 1925 inszenierte er seinen ersten eigenen Film.
Sutherland war vor allem mit Komödien in den 1930er und 1940er Jahren erfolgreich. Er arbeitete unter anderem mit Komikern wie Laurel und Hardy, Abbott und Costello sowie W. C. Fields. Während Sutherland mit Fields eine enge Trinkfreundschaft pflegte, äußerte er sich nach seiner Zusammenarbeit mit Stan Laurel bei In der Fremdenlegion, dass er lieber bei einer Tarantel als bei Laurel Regie führen würde. 1946 inszenierte und produzierte er die Verfilmung des Broadwaystück Abie’s Irish Rose mit Joanne Dru, die jedoch zu einem finanziellen Misserfolg geriet und seine Hollywood-Karriere praktisch beendete. Bis auf das B-Movie Bermuda Affair im Jahr 1956 drehte er keinen weiteren Kinofilm. In den 1950er-Jahren arbeitete er als Produzent und Regisseur für das britische Fernsehen.
Southerland war insgesamt fünfmal verheiratet. Seine bekannteste Ehefrau war Stummfilmstar Louise Brooks, die Ehe wurde jedoch 1928 nach nur zwei Jahren wieder geschieden.

## Filmografie (Auswahl)
Als Schauspieler
- 1914: Tillies gestörte Romanze
- 1916: The Danger Girl
- 1920: The Round-Up
- 1923: Die Nächte einer schönen Frau (A Woman of Paris)
- 1929: Artisten (The Dance of Life)

Als Regieassistent
- 1921: The Kid
- 1923: Die Nächte einer schönen Frau (A Woman of Paris)
- 1925: Goldrausch (The Gold Rush)

Als Regisseur
- 1925: Seine unberührte Frau (Coming Through)
- 1925: Wild, Wild Susan
- 1925: A Regular Fellow
- 1926: Riff und Raff im Weltkrieg (Behind the Front)
- 1926: It’s the Old Army Game
- 1926: We’re in the Navy Now
- 1927: Irrungen der Liebe (Love’s Greatest Mistake)
- 1927: Fireman, Save My Child
- 1927: Gefährlich schön (Figures Don’t Lie)
- 1928: Tillie’s Punctured Romance
- 1928: Der kleine Wirbelsturm (The Baby Cyclone)
- 1928: What a Night!
- 1929: Close Harmony
- 1929: Artisten (The Dance of Life)
- 1929: Fast Company
- 1929: Der Mann mit den zwei Frauen (The Saturday Night Kid)
- 1929: Pointed Heels
- 1930: Der Autowüstling (Burning Up)
- 1930: Paramount-Parade (Paramount on Parade)
- 1930: The Social Lion
- 1930: The Sap from Syracuse
- 1931: The Gang Buster
- 1931: June Moon
- 1931: Up Pops the Devil
- 1931: Fröhliche Tage (Palmy Days)
- 1932: Teufelsflieger (Sky Devils)
- 1932: Mr. Robinson Crusoe
- 1932: Secrets of the French Police
- 1933: Panik im Zoo (Murders in the Zoo)
- 1933: Hotel International (International House)
- 1933: Too Much Harmony
- 1935: Mississippi
- 1935: Diamanten-Jim (Diamond Jim)
- 1936: Poppy
- 1937: Champagner-Walzer (Champagne Waltz)
- 1937: Jeder Tag ein Feiertag (Every Day’s a Holiday)
- 1939: In der Fremdenlegion (The Flying Deuces)
- 1940: Wundervolles Weihnachten (Beyond Tomorrow)
- 1940: The Boys from Syracuse
- 1940: One Night in the Tropics
- 1940: Die unsichtbare Frau (The Invisible Woman)
- 1941: Nine Lives Are Not Enough
- 1941: Steel Against the Sky
- 1942: Sing Your Worries Away
- 1942: Army Surgeon
- 1942: Die Flotte bricht durch (The Navy Comes Through)
- 1943: Dixie
- 1944: Follow the Boys
- 1944: Secret Command
- 1945: Having Wonderful Crime
- 1946: Abie’s Irish Rose
- 1956: Bermuda Affair

Als Produzent
- 1928: Der kleine Wirbelsturm (The Baby Cyclone)
- 1930: The Sap from Syracuse
- 1939: Zenobia, der Jahrmarktselefant (Zenobia)
- 1946: Abie’s Irish Rose
- 1956: Bermuda Affair